# 2. Damenbundesliga 2018 (Football)
Die 2. Damenbundesliga 2017 war die zehnte Saison der zweithöchsten Spielklasse im American-Football in Deutschland für Frauen seit ihrer Neugründung.
Im Finale gewannen die Stuttgart Scorpions Sisters gegen die Cologne Ronin Ladies mit 18:14.
Um die Mannschaftsdichte in der 1. Damenbundesliga (DBL) zu erhöhen, stiegen neben den Stuttgarterinnen auch die Hamburg Blue Devilyns auf.

## Modus
Die Spiele werden mit 9 gegen 9 Spielerinnen ausgetragen (mindestens 5 an der LOS) und haben eine Dauer von 4 × 8 Minuten. Am Spieltag müssen die Teams mindestens jeweils 13 spielfähige Spielerinnen antreten lassen. Führt ein Team mit mehr als 35 Punkten, wird die Mercy-Rule angewandt und das Spiel beendet.
In der Saison 2018 treten insgesamt 16 Teams in vier getrennten Gruppen an (je fünf in den Gruppen Nord und West, je vier in den Gruppen Südwest und Südost). Jede dieser Gruppen trägt ein doppeltes Rundenturnier aus, wobei jedes Team einmal das Heimrecht genießt. Nach jeder Partie erhält die siegreiche Mannschaft zwei und die besiegte null Punkte. Bei einem Unentschieden erhält jede Mannschaft einen Punkt. Die Punkte des Gegners werden als Minuspunkte gerechnet. Nach Beendigung des Rundenturniers wird eine Rangliste ermittelt, bei der zunächst die Anzahl der erzielten Punkte entscheidend ist. Bei Punktgleichheit entscheidet der direkte Vergleich.
Nach den Rundenturnieren spielen die jeweils zwei bestplatzierten Mannschaften in drei Play-off-Runden um das Aufstiegsrecht in die DBL.
Pro Gruppe qualifizieren sich zwei Teams für die Play-offs: die Gruppenersten und -zweiten. In der ersten Runde der Play-offs, dem Viertelfinale, spielen die Gruppen Nord und West über Kreuz gegeneinander und die Gruppen Südwest und Südost. Das heißt, der jeweils Erstplatzierte spielt gegen den Zweitplatzierten der anderen Gruppe. Hierbei genießen die Gruppenersten Heimrecht. Anschließend spielen im Halbfinale die Sieger der Viertelfinals 1 und 2 gegeneinander und die der Viertelfinals 3 und 4. Die siegreichen Teams treten im Finale gegeneinander an.

## Teams
In der Gruppe Nord haben die folgenden Teams am Ligabetrieb teilgenommen:
- Braunschweig Lady Lions
- Emden Tigers Ladies (erstmalige Ligateilnahme)
- Hamburg Blue Devilyns
- Oldenburg Coyotes (erstmalige Ligateilnahme)
- Spandau Bulldogs Ladies

In der Gruppe West haben die folgenden Teams am Ligabetrieb teilgenommen:
- Aachen Vampires Damen
- Bielefeld Bulldogs
- Bochum Miners
- Cologne Ronin Ladies
- Hannover Grizzlies Ladies

In der Gruppe Südwest haben die folgenden Teams am Ligabetrieb teilgenommen:
- Crailsheim Hurricanes
- Mannheim Banditaz (erstmalige Ligateilnahme)
- Saarland Lady Canes
- Stuttgart Scorpions Sisters

In der Gruppe Südost haben die folgenden Teams am Ligabetrieb teilgenommen:
- Allgäu Comets Ladies (Absteiger aus DBL)
- Erlangen Sharks Ladies (erstmalige Ligateilnahme)
- Nürnberg Rams Ladies (erstmalige Ligateilnahme)
- Regensburg Phoenix Ladies (erstmalige Ligateilnahme)

## Saisonverlauf
In der Saison 2018 nahmen erneut 16 Mannschaften, die in vier Gruppen aufgeteilt waren. Während die Allgäu Comets Ladies aus der DBL abgestiegen sind, meldeten sich die Mannheim Banditaz, Erlangen Sharks Ladies, Nürnberg Rams Ladies und Regensburg Phoenix Ladies erstmals für den deutschen Ligabetrieb an.
Nordmeisterinnen wurden die Hamburg Blue Devilyns mit sieben Siegen und einer Niederlage. Nach einem 35:26-Sieg im Viertelfinale gegen die Bochum Miners endete die Saison der Hamburgerinnen im Halbfinale. Zweitplatzierte wurden die Spandau Bulldogs Ladies, die bereits im Viertelfinale verloren.
In der Gruppe West gewannen die Cologne Ronin Ladies ebenfalls mit sieben Siegen und einer Niederlage. Zunächst gewannen sie im Viertelfinale mit 28:23 gegen die Spandau Bulldogs Ladies und im Halbfinale mit 24:0 gegen Hamburg Blue Devilyns, womit sie im Finale standen. Die Zweitplatzierten Bochum Miners verloren im Viertelfinale.
Im Südwesten holten die Stuttgart Scorpions Sisters ungeschlagen den Gruppensieg. Nach einem 56:0-Sieg gegen die Allgäu Comets Ladies im Viertelfinale und einem gewonnenen Halbfinale mit 47:14 gegen die Erlangen Sharks Ladies standen die Sisters im Finale. Gruppenzweite wurden die Crailsheim Hurricanes, die bereits im Viertelfinale verloren.
Die Meisterschaft im Südosten gewannen die Erlangen Sharks Ladies, die im Viertelfinale mit 54:34 die Crailsheim Hurricanes besiegten, aber im Halbfinale verloren. Der Weg der zweitplatzierten Allgäu Comets Ladies endete bereits im Viertelfinale.
Das Finale 2018 fand am 22. September 2018 in Langenfeld bei Köln statt. Nach drei punktlosen Vierteln auf beiden Seiten gewannen am Ende die Stuttgart Scorpions Sisters vor Auswärtskulisse mit 18:14 gegen die Cologne Ronin Ladies, die auch bereits im Vorjahr Vizemeisterinnen wurden. Die Stuttgarterinnen stiegen anschließend in die DBL auf.

### Abschlusstabellen
| Gruppe Nord | Gruppe Nord             | Gruppe Nord | Gruppe Nord | Gruppe Nord | Gruppe Nord | Gruppe Nord | Gruppe Nord |    | Gruppe West               | Gruppe West | Gruppe West | Gruppe West | Gruppe West | Gruppe West | Gruppe West | Gruppe West |
| #           | Team                    | Punkte      | Sp          | S           | U           | N           | TD-Pkt.     | #  | Team                      | Punkte      | Sp          | S           | U           | N           | TD-Pkt.     |             |
| ----------- | ----------------------- | ----------- | ----------- | ----------- | ----------- | ----------- | ----------- | -- | ------------------------- | ----------- | ----------- | ----------- | ----------- | ----------- | ----------- | ----------- |
| 1.          | Hamburg Blue Devilyns   | 14:20       | 8           | 7           | 0           | 1           | 314:530     | 1. | Cologne Ronin Ladies      | 14:20       | 8           | 7           | 0           | 1           | 187:660     |             |
| 2.          | Spandau Bulldogs Ladies | 13:30       | 8           | 6           | 1           | 1           | 252:620     | 2. | Bochum Miners             | 12:40       | 8           | 6           | 0           | 2           | 266:124     |             |
| 3.          | Braunschweig Lady Lions | 09:70       | 8           | 4           | 1           | 3           | 213:116     | 3. | Bielefeld Bulldogs        | 08:80       | 8           | 4           | 0           | 4           | 159:157     |             |
| 4.          | Oldenburg Coyotes       | 04:12       | 8           | 2           | 0           | 6           | 038:281     | 4. | Aachen Vampires Damen     | 04:12       | 8           | 2           | 0           | 6           | 131:232     |             |
| 5.          | Emden Tigers Ladies     | 00:16       | 8           | 0           | 0           | 8           | 018:323     | 5. | Hannover Grizzlies Ladies | 02:14       | 8           | 1           | 0           | 7           | 072:236     |             |

| Gruppe Südwest | Gruppe Südwest              | Gruppe Südwest | Gruppe Südwest | Gruppe Südwest | Gruppe Südwest | Gruppe Südwest | Gruppe Südwest |    | Gruppe Südost             | Gruppe Südost | Gruppe Südost | Gruppe Südost | Gruppe Südost | Gruppe Südost | Gruppe Südost | Gruppe Südost |
| #              | Team                        | Punkte         | Sp             | S              | U              | N              | TD-Pkt.        | #  | Team                      | Punkte        | Sp            | S             | U             | N             | TD-Pkt.       |               |
| -------------- | --------------------------- | -------------- | -------------- | -------------- | -------------- | -------------- | -------------- | -- | ------------------------- | ------------- | ------------- | ------------- | ------------- | ------------- | ------------- | ------------- |
| 1.             | Stuttgart Scorpions Sisters | 12:00          | 6              | 6              | 0              | 0              | 324:440        | 1. | Erlangen Sharks Ladies    | 12:00         | 6             | 6             | 0             | 0             | 258:660       |               |
| 2.             | Crailsheim Hurricanes       | 08:40          | 6              | 4              | 0              | 2              | 256:126        | 2. | Allgäu Comets Ladies      | 06:60         | 6             | 3             | 0             | 3             | 206:153       |               |
| 3.             | Saarland Lady Canes         | 04:80          | 6              | 2              | 0              | 4              | 192:238        | 3. | Regensburg Phoenix Ladies | 04:80         | 6             | 2             | 0             | 4             | 115:172       |               |
| 4.             | Mannheim Banditaz           | 00:12          | 6              | 0              | 0              | 6              | 019:383        | 4. | Nürnberg Rams Ladies      | 02:10         | 6             | 1             | 0             | 5             | 054:242       |               |

Erläuterung: Play-off-Qualifikation, Stand: 22. September 2018 (Saisonende)

### Play-offs
| Viertelfinale | Viertelfinale           | Viertelfinale               |     |                             | Halbfinale | Halbfinale | Halbfinale |  |  | Finale | Finale | Finale |
|               |                         |                             |     |                             |            |            |            |  |  |        |        |        |
| W1            | Cologne Ronin Ladies    | 28                          |     |                             |            |            |            |  |  |        |        |        |
| N2            | Spandau Bulldogs Ladies | 13                          |     |                             |            |            |            |  |  |        |        |        |
| N2            | Spandau Bulldogs Ladies | 13                          | N1  | Hamburg Blue Devilyns       | 0          |            |            |  |  |        |        |        |
|               |                         |                             | N1  | Hamburg Blue Devilyns       | 0          |            |            |  |  |        |        |        |
|               | W1                      | Cologne Ronin Ladies        | 24  |                             |            |            |            |  |  |        |        |        |
| N1            | W1                      | Cologne Ronin Ladies        | 24  | Hamburg Blue Devilyns       | 35         |            |            |  |  |        |        |        |
| N1            |                         |                             |     | Hamburg Blue Devilyns       | 35         |            |            |  |  |        |        |        |
| W2            | Bochum Miners           | 26                          |     |                             |            |            |            |  |  |        |        |        |
| W2            | Bochum Miners           | 26                          | W1  | Cologne Ronin Ladies        | 14         |            |            |  |  |        |        |        |
|               |                         |                             |     | Cologne Ronin Ladies        | 14         |            |            |  |  |        |        |        |
|               | Sw1                     | Stuttgart Scorpions Sisters | 18  |                             |            |            |            |  |  |        |        |        |
| So1           | Sw1                     | Stuttgart Scorpions Sisters | 18  | Erlangen Sharks Ladies      | 54         |            |            |  |  |        |        |        |
| So1           |                         |                             |     | Erlangen Sharks Ladies      | 54         |            |            |  |  |        |        |        |
| Sw2           | Crailsheim Hurricanes   | 34                          |     |                             |            |            |            |  |  |        |        |        |
| Sw2           | Crailsheim Hurricanes   | 34                          | So1 | Erlangen Sharks Ladies      | 14         |            |            |  |  |        |        |        |
|               |                         |                             | So1 | Erlangen Sharks Ladies      | 14         |            |            |  |  |        |        |        |
|               | Sw1                     | Stuttgart Scorpions Sisters | 47  |                             |            |            |            |  |  |        |        |        |
| Sw1           | Sw1                     | Stuttgart Scorpions Sisters | 47  | Stuttgart Scorpions Sisters | 56         |            |            |  |  |        |        |        |
| Sw1           |                         |                             |     | Stuttgart Scorpions Sisters | 56         |            |            |  |  |        |        |        |
| So2           | Allgäu Comets Ladies    | 0                           |     |                             |            |            |            |  |  |        |        |        |

#### Viertelfinale
|                       |                           |  |                      |                           |                         |  |                  |
|                       | Köln 18.08.2018 15:00 Uhr |  | Cologne Ronin Ladies | \| \| 28 : 13 \| \| \| \| | Spandau Bulldogs Ladies |  | BSA Sürther Feld |
| (0:6, 14:0, 8:0, 6:7) | Köln 18.08.2018 15:00 Uhr |  | Cologne Ronin Ladies |                           | Spandau Bulldogs Ladies |  | BSA Sürther Feld |
|                       | 28 : 13                   |  |                      |                           |                         |  |                  |
|                       |                           |  |                      |                           |                         |  |                  |

|                           |                               |  |                        |                           |                       |  |                |
|                           | Erlangen 19.08.2018 15:00 Uhr |  | Erlangen Sharks Ladies | \| \| 54 : 34 \| \| \| \| | Crailsheim Hurricanes |  | SpVgg Erlangen |
| (16:14, 24:0, 14:8, 0:12) | Erlangen 19.08.2018 15:00 Uhr |  | Erlangen Sharks Ladies |                           | Crailsheim Hurricanes |  | SpVgg Erlangen |
|                           | 54 : 34                       |  |                        |                           |                       |  |                |
|                           |                               |  |                        |                           |                       |  |                |

|                        |                              |  |                       |                           |               |  |                        |
|                        | Hamburg 19.08.2018 15:00 Uhr |  | Hamburg Blue Devilyns | \| \| 35 : 26 \| \| \| \| | Bochum Miners |  | Sportanlage Kroonhorst |
| (0:6, 21:8, 7:0, 7:12) | Hamburg 19.08.2018 15:00 Uhr |  | Hamburg Blue Devilyns |                           | Bochum Miners |  | Sportanlage Kroonhorst |
|                        | 35 : 26                      |  |                       |                           |               |  |                        |
|                        |                              |  |                       |                           |               |  |                        |

|                         |                                |  |                             |                          |                      |  |            |
|                         | Stuttgart 26.08.2018 17:00 Uhr |  | Stuttgart Scorpions Sisters | \| \| 56 : 0 \| \| \| \| | Allgäu Comets Ladies |  | Tus1-Platz |
| (16:0, 16:0, 18:0, 6:0) | Stuttgart 26.08.2018 17:00 Uhr |  | Stuttgart Scorpions Sisters |                          | Allgäu Comets Ladies |  | Tus1-Platz |
|                         | 56 : 0                         |  |                             |                          |                      |  |            |
|                         |                                |  |                             |                          |                      |  |            |

#### Halbfinale
|                         |                               |  |                        |                           |                             |  |                |
|                         | Erlangen 01.09.2018 15:00 Uhr |  | Erlangen Sharks Ladies | \| \| 14 : 47 \| \| \| \| | Stuttgart Scorpions Sisters |  | Spvgg Erlangen |
| (0:13, 6:14, 0:13, 8:7) | Erlangen 01.09.2018 15:00 Uhr |  | Erlangen Sharks Ladies |                           | Stuttgart Scorpions Sisters |  | Spvgg Erlangen |
|                         | 14 : 47                       |  |                        |                           |                             |  |                |
|                         |                               |  |                        |                           |                             |  |                |

|                 |                              |  |                       |                          |                      |  |                        |
|                 | Hamburg 01.09.2018 15:00 Uhr |  | Hamburg Blue Devilyns | \| \| 0 : 24 \| \| \| \| | Cologne Ronin Ladies |  | Sportanlage Kroonhorst |
| (0:6, 0:6, 0:6) | Hamburg 01.09.2018 15:00 Uhr |  | Hamburg Blue Devilyns |                          | Cologne Ronin Ladies |  | Sportanlage Kroonhorst |
|                 | 0 : 24                       |  |                       |                          |                      |  |                        |
|                 |                              |  |                       |                          |                      |  |                        |

#### Finale
|                   |                                 |  |                      |                           |                             |  |             |
|                   | Langenfeld 22.09.2018 16:00 Uhr |  | Cologne Ronin Ladies | \| \| 14 : 18 \| \| \| \| | Stuttgart Scorpions Sisters |  | Jahnstadion |
| (0:0, 0:0, 14:18) | Langenfeld 22.09.2018 16:00 Uhr |  | Cologne Ronin Ladies |                           | Stuttgart Scorpions Sisters |  | Jahnstadion |
|                   | 14 : 18                         |  |                      |                           |                             |  |             |
|                   |                                 |  |                      |                           |                             |  |             |